# Список керівників держав 706 року
Список керівників держав 706 року — це перелік правителів країн світу 706 року.
Список керівників держав 705 року — 706 рік — Список керівників держав 707 року — Список керівників держав за роками

## Європа
- Абазгія — Костянтин I (680—710)
- Айлех — Уртуйле мак Маеле Туйле (700—711)
- Айргіалла — до 825 невідомо
- Королівство Східна Англія — Ельдвульф (664—713)
- Герцогство Баварія — Теодон II (680—716/718)
- Перше Болгарське царство — Тервель (700—721)
- Брихейніог об'єднаний з Діведом (655—720)
- Волзька Болгарія — Котраг (660—710)
- Венеційська республіка — Паоло Лучіо Анафесто (697—717)
- король вестготів — Вітіца (702—710)
- Вессекс — Інє (688—726)
- Візантійська імперія — Юстиніан II (705—711)
  - Неаполітанське герцогство — Феодосій (696—706); Цезарій II (706—711)
  - Равеннський екзархат — Феофілакт (702—710)
- Королівство Гвент — Морган II Багатий (685—715)
- Гвікке — Етельрік (704—716)
- Королівство Гвінед — Ідвал ап Кадваладр (683—720)
- Дал Ріада — Селбах Ферхайр (700—723)
- Дівед — Кадуган (690—710)
- Думнонія — Герайнт ап Донарт (700—710)
- Королівство Ессекс — Свефред (694—715)
- Іберійське князівство — Гуарам III (693—748)
- Ірландія — верховний король Конгал Кеннмагайр (703—710)
- Королівство Кент — Вітред (693—725)
- Король лангобардів — Аріперт II (701—712)
  - Герцогство Беневентське — Гізульф I (680–706); Ромоальд II (706—732)
  - Сполетське герцогство — Фароальд II (703—724)
  - Герцогство Фріульське — Пеммо (706—739)
- Ленстер — Келлах Куаланн мак Геріді (693—715)
- Маґонсете — Мілдфріт (700—730)
- Мерсія — Кенред (704—709)
- Морганнуг — Морган II Багатий (685—715)
- Коннахт — Келлах МакРогаллах (702—707)
- Мунстер — Кормак мак Айлелло (701—712)
- Король піктів — Бруде IV (697—706); Нехтон III (706—724)
- Королівство Нортумбрія — Осред I (705—716)
- Королівство Повіс — Гвілог ап Белі (695—725)
- Королівство Сассекс — Нотгельм (693—717/725)
- Стратклайд — Белі II ап Думнагуал (694—722)
- Улад — Бекк Байррхе мак Блаймайк (692—707)
  - Конайлле Муйрхемне — Амалгайд мак Кахасайг (688—741)
- Уснех — Мурхад Міді (689—715)
- Франкське королівство:
  - Австразія — Хільдеберт III (695—711)
  - Нейстрія — Хільдеберт III (695—711)
  - Герцогство Васконія — персональна унія з герцогством Аквітанія; Одо Великий (676/700 — 735)
- Фризьке королівство — Радбод (680—719)
- Хозарський каганат — Ібузір Главан (690—720?)
- Швеція — Гаральд Боєзуб (695? — 8 століття)
- Святий Престол — папа римський Іван VII (705—707)
- Вселенський патріарх — Кир (706—711)

## Азія
- Близький Схід:
  - Праведний халіфат — Аль-Валід I (705—715)
  - Вірменський емірат — Абд аль-Азіз ібн Хатім аль-Бахілі (706—709)
- Індія:
  - Брамінська династія — Дахір (679—712)
  - Західні Ганги — Шивамара I (679—726)
  - Пізні Гупти — Вішнугупта II (700/703-715)
  - Камарупа — Віджая (670—725)
  - самраат Кашмірської держави Пратападітья (661—711)
  - Династія Майтрака — Сіладітія III (685—710)
  - Династія Паллавів — Нарасімхаварман II (700—728)
  - Держава Пандья — Арікесарі Мараварман (670—710)
  - Раджарата — раджа Манаванна (691—726)
  - Чалук'я — Віджаядітья Сат'яшрая (696—733)
  - Східні Чалук'ї — Мангей Ювараджа (682—706)
- Індонезія:
  - Шривіджая — Шрі Індраварман (702 — після 724)
- Китай:
  - Династія Тан — Чжун-цзун (705—710)
  - Тибетська імперія — Меагцом (704—755)
- Наньчжао — Мен Лошен (674—712)
- Корея:
  - Об'єднана Сілла — ісагим (король) Сондок Великий (702—737)
  - Пархе — Ко (698—719)
- Паган — король Пеіт Тонг (660—710)
- Персія:
  - Дабуїди — Дабуя (660—712)
- Середня Азія:
  - Тюргеський каганат — Ушлік (704—706/708)
  - Бухархудати — Туксбада (673/681-724)
- Ченла — Джаядеві (681/700-713)
- Японія — Імператор Момму (703—707)

## Африка
- Аксумське царство — Бар Ікела (689—708)
- Африканський екзархат Візантійської імперії — Юліан (698—708)
- Праведний халіфат — Аль-Валід I (705—715)

## Північна Америка
- Мутульське царство — Іцамнаах-К'авііль (698—726)
- Баакульське царство — К'ініч-К'ан-Хой-Читам II (702—721)
- Шукуупське царство — Вашаклахуун-Уб'аах-К'авііль (695—738)
- Яшчилан — Іцамнаах-Б'алам III (681—742)